# Папин Олимпос
«Папин Олимпо́с» — российская рок-группа, основанная в 2018 году в городе Волгоград.

## Название
В 16 лет Давид Сайфуллоев услышал песню Макса Коржа «Стилево» со строчками «папин олимпос, мамин плащ». Он попросил у своей мамы олимпийку и пришёл в ней на вечеринку, в ходе которой ему сказали: «Что это у тебя, папин олимпос?». Давид рос без отца и тогда это являлось стёбом в сторону него. В интервью газете «Волгоградская правда» Давид сказал: «В общем, шутка приелась и так переросла в название. Я понял, что будет только так. Никак по-другому не будет».

## История
До 2018 года вокалист Давид Сайфуллоев и бас-гитарист Леонид Алёшин жили в Волгограде и учились в одном классе. По словам бас-гитариста они являлись врагами потому что принадлежали к разным субкультурам, позже будущий вокалист показал Леониду свои песни, Алёшину они понравились и они решили создать группу. После этих событий к группе также присоединился будущий ударник Даниил Сущенко, изначально он хотел быть менеджером в группе.
После формирования группы, была выпущена первая композиция «Темно-оранжевый закат», записанная через программу GarageBand. Далее в родной город группы собирался приехать другой коллектив «Космонавтов Нет», которые предложили выступить им. В это время фронтмен начал общаться с будущей клавишницей Елизаветой Андреевой. Тогда он общался с ней как с девочкой, которая ему интересна, позже выяснилось, что она умеет играть на клавишах и учится в музыкальном училище и попросил у неё помочь на концерте, после чего она вступила в группу.
23 августа 2019 года группа выпустила первый мини-альбом Survival with Me Come On и отправилась с ним в концертный тур. В этом же году, 1 ноября, был выпущен ещё один мини альбом, под названием «Никакого андерграунда!», который группа презентовала 13 декабря и также отправилась в концертный тур.
В 2020 году 26 мая коллектив выступил на шоу «Вечерний Ургант», а 17 июня был выпущен сингл «Кристен Стюарт» к альбому «Соединенные Штаты Истерики», вышедший 30 октября.
29 января 2022 года был выпущен третий мини альбом «Популярность, алкоголизм и смерть», в который вошла совместная песня с певицей Zhanulka.
17 марта 2023 года вышел EP "Я больше не твой Давид", на котором было 2 фита с группой saypink! и исполнительницей ладим
8 сентября 2023 года группа выпустила 2-й номерной альбом "Девочка и Мальчик"

## Музыкальный стиль
Алексей Мажаев рецензируя дебютный мини-альбом группы Survival with Me Come On пишет, что группа «играет припанкованный рок, не вполне определившись, что им ближе — панк или поп-панк». Фронтмен группы Давид Сайфуллоев страдает от депрессии и посвящает этому песни в группе. Так, в альбоме «Популярность, алкоголизм, смерть» композиции были описаны участниками группы, как «попытки лидера группы справиться с тараканами в своей голове». Следующий альбом группы «Соединенные Штаты Истерики» в интервью Lenta.ru вокалист назвал концептуальным: «Это будет сюжетный концептуальный альбом, который рассказывает историю персонажа по имени Тимми. Это мое альтер эго, чувак, живущий в начале 2000-х в Соединенных Штатах Америки. На этом альбоме будет песня „Тоннель, что под холмом“, и это песня про член, биография члена».

## Дискография

### Студийные альбомы
| Название                     | Детали                                                                                           |
| ---------------------------- | ------------------------------------------------------------------------------------------------ |
| «Соединенные Штаты Истерики» | - Релиз: 30 октября 2020 - Лейбл: Sony Music Entertainment - Формат: Цифровая загрузка, стриминг |
| «Девочка и мальчик»          | - Релиз: 8 сентября 2023 - Лейбл: DNK Music - Формат: Цифровая загрузка, стриминг                |
| Bucks                        | - Релиз: 27 декабря 2024 - Лейбл: DNK Music - Формат: Цифровая загрузка, стриминг                |

### Мини-альбомы
| Название                           | Детали                                                                                          |
| ---------------------------------- | ----------------------------------------------------------------------------------------------- |
| Survival with Me Come On           | - Релиз: 23 августа 2019 - Лейбл: Rhymes Music - Формат: Цифровая загрузка, стриминг            |
| «Никакого андеграунда!»            | - Релиз: 1 ноября 2019 - Лейбл: Rhymes Music - Формат: Цифровая загрузка, стриминг              |
| «Популярность, алкоголизм, смерть» | - Релиз: 29 января 2022 - Лейбл: Sony Music Entertainment - Формат: Цифровая загрузка, стриминг |
| «Я больше не твой Давид»           | - Релиз: 17 марта 2023 - Лейбл: DNK Music - Формат: Цифровая загрузка, стриминг                 |

### Синглы
| Год  | Название                                         | Позиция в чартах |
| Год  | Название                                         | Spotify          |
| ---- | ------------------------------------------------ | ---------------- |
| 2019 | «Тёмно-оранжевый закат»                          | 20               |
| 2019 | «Сиреневая вода» (совместно с «Космонавтов нет») | —                |
| 2019 | «Синие полосы»                                   | —                |
| 2019 | «Сегодня не пойду»                               | —                |
| 2019 | «Осень»                                          | —                |
| 2019 | «Не перегорим»                                   | —                |
| 2019 | «МПИС»                                           | —                |
| 2019 | «Звёзды»                                         | —                |
| 2019 | «Котёнок»                                        | —                |
| 2019 | «Школа»                                          | —                |
| 2020 | «Весна»                                          | —                |
| 2020 | «Кристен Стюарт»                                 | —                |
| 2020 | «Снежинка»                                       | —                |
| 2021 | «Холодно»                                        | —                |
| 2021 | «Я ненавижу музыку»                              | —                |
| 2022 | «Goodbye»                                        | —                |
| 2022 | «Забудь, но запомни»                             | —                |
| 2023 | «Санкт-Петербург»                                | —                |
| 2023 | «СХИ»                                            | —                |
| 2023 | «Самый ***вый день»                              | —                |
| 2024 | «Это любовь (2018)»                              | —                |
| 2024 | «Бабочки»                                        |                  |
| 2024 | «Эквивалентно»                                   |                  |
| 2025 | Трещины на асфальте                              |                  |

### Участие в релизах других исполнителей
| Год  | Артист          | Альбом                        | Песня              |
| ---- | --------------- | ----------------------------- | ------------------ |
| 2019 | Космонавтов нет | Плейлист для драки с матерью» | «Комарики»         |
| 2019 | Космонавтов нет | «Сиреневая вода»              | «Сиреневая вода»   |
| 2019 | Найтивыход      | «Телу тоже больно»            | «Телу тоже больно» |
| 2021 | Космонавтов нет | «Комарики-2»                  | «Комарики-2»       |